# 星際旅行研究學會
星際旅行研究學會（ 俄语：Общество изучения межпланетных сообщений，縮寫：OIMS）於1924年5月在莫斯科成立，是茹科夫斯基空軍學院軍事科學學會的衍生組織。該學會由格里戈里·克拉馬羅夫擔任主席，共有200名註冊會員，包括康斯坦丁·齊奧爾科夫斯基、弗里德里希·燦德爾及弗拉基米爾·韋欽金等著名的蘇聯太空探索及火箭專家。該協會促進了工程師和教育工作者對太空旅行的討論，並組織了公共教育活動。
OIMS於1924年10月4日舉辦了一場著名的公開辯論會，討論罗伯特·戈达德發射火箭到月球的提案。
這個學會只維持了大約一年。